# Malossi

## Geschiedenis van Malossi
Malossi is een Italiaans bedrijf dat gespecialiseerd is in de productie van hoogwaardige motoronderdelen en accessoires voor scooters en motorfietsen. Het bedrijf werd opgericht door Armando Malossi in 1930. Malossi was een gedreven technicus en ondernemer die begon met het produceren van motoronderdelen voor fietsen en motorfietsen in zijn werkplaats in Bologna, Italië. 
In de loop der jaren heeft Malossi een uitstekende reputatie opgebouwd voor het leveren van prestatieverbeterende onderdelen, zoals cilinders, uitlaten, variateurs, koppelingen en ophanging, die populair zijn bij liefhebbers van scooters en motorfietsen. Het bedrijf heeft zich altijd gericht op innovatie en kwaliteit, en dit heeft geleid tot tal van successen in de motorsport, waar hun producten vaak worden gebruikt door professionele coureurs en teams. 

## Welke onderdelen zijn er beschikbaar?
Malossi heeft een breed aanbod aan onderdelen. Deze onderdelen zijn speciaal ontworpen om langer mee te gaan, en jou sooter sneller te maken dan fabrieksstandaard. De onderdelen zijn meestal dan ook van sterker materiaal gemaakt dan standaard. Omdat deze onderdelen gebruikt kunnen worden om een scooter sneller te laten rijden dan normaal, zijn deze eigenlijk niet helemaal legaal. Deze onderdelen zijn echter op maat gemaakt voor de aangegeven modellen, en zijn niet compatibel zolang dat niet is aangegeven bij de productomschrijving. 
- Cilinders en Zuigers: Het monteren van een Malossi cilinder en zuiger kunnen voor vele prestatieverbeteringen zorgen, namelijk: Verhoogde cilinderinhoud, snellere acceleratie en hogere topsnelheid.
- Variateurs: Het monteren van een Malossi Variateur is de eerste stap om mee te beginnen. Met dit onderdeel bereik je namelijk een hogere topsnelheid, brandstofefficientie en een verbeterde acceleratie. Dit onderdeel zorgt ervoor dat de scooter meer toeren maakt, en sneller gaat.
- Koppelingen: Het monteren van een Malossi Koppeling in combinatie met de Malossi Variateur krijg je de beste performance. Door deze koppeling zal je een verbetering voelen in de trekkracht, verbeterde koppeloverdracht en betere duurzaamheid vanwege de versterkte materialen.
- Uitlaatsystemen: De uitlaatsystemen van Malossi zien er niet alleen heel mooi en stijlvol uit, maar zijn zeker ook functioneel. Dit onderdeel zorgt voor een betere airflow, gewichtsbesparing, en een sportief geluid. De uitlaten worden meestal ook uitgerust met onderdelen van Carbon Fiber wat sportief en kwalitatief oogt.
- Luchtfilters: Malossi maakt ook luchtfilters. Deze lijken niet veel te doen, maar dienen toch wel voor een goede functie, namelijk: Verbeterde luchtaanvoer. Zo verhoog je de zuurstof binnen je motor, en kan je meer benzine gebruiken voor de verbranding.
- Carburateurs: Een Malossi carburateur kan verschillende voordelen met zich meebrengen. Zo kan je de mengselafstelling nauwkeurig aanpassen, verhoog je de acceleratie en kan je de brandstofefficiëntie optimaliseren. Deze carburateur kan je naar wens configureren voor de beste resultaten.
- Ophanging: Malossi maakt ook voor en achterschokdempers. Deze zorgen voor een sportievere rijstijl, verbeterde rijcomfort, betere wegligging en meer stabiliteit. Deze schokdempers zijn ook altijd aanpasbaar in hoogte en stijfheid. Hierdoor kan je de beste afstelling vinden voor jou scooter.

## Voor welke merken produceert Malossi?
De meest populaire merken en hun model waar voor geproduceerd wordt door malossi zijn: 
- Vespa (LX, Sprint, ET2, Ciao, Primavera)
- Piaggio (Zip, Hexagon, Liberty, Beverly, Fly)
- Yamaha (Aerox, TMAX, MT)
- Honda (Grom, CBR, X-ADV, Forza)

## Referentielijst
1. ↑  Who we are - MalossiStore. www.malossistore.com. Gearchiveerd op 5 juni 2024. Geraadpleegd op 11 februari 2024.